# Tetramorium kutteri
Tetramorium kutteri (лат.) — вид мелких паразитических муравьёв (Formicidae) из подсемейства Myrmicinae.

## Распространение
Европа (Испания).

## Охранный статус
Эти муравьи включены в «Красный список угрожаемых видов» (англ. IUCN Red List of Threatened Animals) международной Красной книги Всемирного союза охраны природы (The World Conservation Union, IUCN) в статусе Vulnerable D2 (таксоны в уязвимости или под угрозой исчезновения).

## Описание
Мелкие муравьи (длина около 2 мм). Рабочую касту утратили, гнезда не строят. Известны только половые особи. Являются социальными паразитами других муравьёв рода Tetramorium. Вид был назван в честь швейцарского мирмеколога Генриха Куттера (нем. Heinrich Kutter; 1896—1990), открывшего первый вид этого рода.

## Систематика
Относится к трибе Crematogastrini.
Вид был впервые описан в 1990 году по типовому материалу из Испании.
В 2014 году в ходе ревизии подсемейства мирмицины было предложено синонимизировать род Teleutomyrmex с родом Tetramorium, в связи с чем вид Teleutomyrmex kutteri был переименован в Tetramorium kutteri.